# Marc Perruchoud
Marc Perruchoud (Chalais, 25 augustus 1928 - 6 december 2007) was een Zwitsers voetballer die speelde als verdediger.

## Carrière
Perruchoud speelde tussen 1953 en 1958 voor FC Fribourg en FC Lausanne-Sport. Hij maakte in 1956 zijn debuut voor Zwitserland, hij speelde in totaal 5 interlands.